# LY-293,284
LY-293284 — исследовательское вещество, разработанное фармацевтической компанией Эли Лилли и используемое в научных исследованиях. Оно является высокопотентным и селективным агонистом 5-HT1A-рецепторов. Оно было получено структурным упрощением молекулы галлюциногенного эрголинового производного ЛСД, и при этом проявляет значительно большую селективность в отношении 5-HT1A, чем в отношении других типов серотониновых рецепторов и других молекулярных мишеней (селективность более 1000x). Он имеет анксиогенные свойства (то есть усиливает тревожность) у животных в эксперименте.